# أندي غونزاليس (منافس ألعاب قوى)
أندي غونزاليس (و. 1987  م) هو منافس ألعاب قوى كوبي، ولد في هافانا، شارك في الألعاب الأولمبية الصيفية 2008، والألعاب الأولمبية الصيفية 2012.

## روابط خارجية
- أندي غونزاليس على موقع الاتحاد الدولي لألعاب القوى (الإنجليزية)
- أندي غونزاليس على موقع اللجنة الأولمبية الدولية (الإنجليزية)
- أندي غونزاليس على موقع أوليمبيديا (الإنجليزية)